# Gastrula
 (novembre 2023).
Si vous disposez d'ouvrages ou d'articles de référence ou si vous connaissez des sites web de qualité traitant du thème abordé ici, merci de compléter l'article en donnant les références utiles à sa vérifiabilité et en les liant à la section « Notes et références ».
 (novembre 2023).

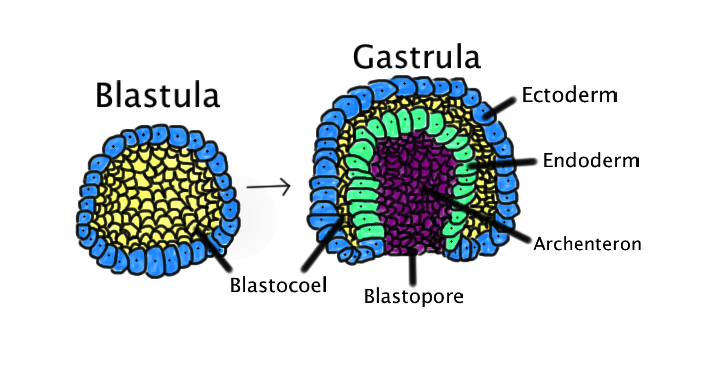

La gastrula est l'embryon formé par la gastrulation. Il est formé d'un blastocèle et d'un archentéron qui sont deux cavités formées à l'intérieur de l'embryon.
Les trois couches (ectoderme, mésoderme, endoderme) se forment dans le bon ordre lors de la gastrulation.
Le blastocèle rétrécit lors de la gastrulation.
Les cellules du feuillet migrent au pôle ventral de l'embryon.